# Survivor Series: WarGames (2023)
L'édition 2023 des Survivor Series est un Premium Live Event de catch (lutte professionnelle) produit par la World Wrestling Entertainment, une fédération de catch américaine qui est télédiffusée et visible en paiement à la séance sur le WWE Network. L'événement a eu lieu le 25 novembre 2023 à la Allstate Arena à Rosemont (Illinois). Il s'agit de la 37e édition des Survivor Series qui fait partie, avec le  Royal Rumble, WrestleMania et SummerSlam, du «Big Four», ainsi que la seconde édition à contenir la stipulation WarGames.

## Production
Survivor Series est un Premium Live Event annuel de catch professionnel qui a lieu tous les mois de novembre de chaque année depuis 1987. Depuis la première édition et celle de 2016 jusqu'à 2021, l'événement avait pour habitude d'organiser des Men's and Women's 5-on-5 Traditional Survivor Series Elimination Tag Team matchs, c'est-à-dire des matchs où des équipes de 5 catcheur(se)s de chaque division (Raw et SmackDown) s'affrontaient. Depuis l'édition précédente, la stipulation est remplacée par une nouvelle: le WarGames match qui a été utilisé par la division NXT entre 2017 et 2021.

## Contexte
Les spectacles de la World Wrestling Entertainment (WWE) sont constitués de matchs aux résultats prédéterminés par les scénaristes de la WWE. Ces rencontres sont justifiées par des storylines – une rivalité avec un catcheur, la plupart du temps – ou par des qualifications survenues dans les shows de la WWE telles que Raw, SmackDown et NXT. Tous les catcheurs possèdent une gimmick, c'est-à-dire qu'ils incarnent un personnage gentil (Face) ou méchant (Heel), qui évolue au fil des rencontres. Un événement comme Survivor Series est donc un événement tournant pour les différentes storylines en cours,.

## Tableau des matchs
| Ordre par numéros                                                                         | Résultat | Stipulation(s)                                         | Temps |
| ----------------------------------------------------------------------------------------- | --- | ------------------------------------------------------ | ----- |
| 1                                                                                         | Bianca Belair, Charlotte Flair, Shotzi et Becky Lynch battent Damage CTRL (Bayley, IYO SKY, Asuka et Kairi Sane) (avec Dakota Kai)                                                    | Women’s WarGames match                                 | 33:30 |
| 2                                                                                         | Gunther (c) bat The Miz par soumission | Match simple pour le WWE Intercontinental Championship | 12:20 |
| 3                                                                                         | Santos Escobar bat Dragon Lee, | Match simple                                           | 8:20  |
| 4                                                                                         | Rhea Ripley (c) bat Zoey Stark | Match simple pour le WWE Women's World Championship    | 9:00  |
| 5                                                                                         | Cody Rhodes, Jey Uso, Sami Zayn, Seth "Freakin" Rollins et Randy Orton battent The Judgment Day (Damian Priest, Finn Bálor, "Dirty" Dominik Mysterio et JD McDonagh) et Drew McIntyre | Men's WarGames match                                   | 34:25 |
| La lettre C placée entre parenthèses désigne la personne ou l’équipe championne en titre. | |                                                        |       |